# Tempus Fugit (film)
Tempus Fugit is een Spaanse sciencefictiontelevisiefilm uit 2003. De film won de publieksprijs op het Amsterdam Fantastic Film Festival.

## Plot
Horlogemaker Ramon krijgt bezoek uit de toekomst. Aan de vooravond van de Champions League-finale tussen FC Barcelona en Real Madrid vertelt een mysterieus persoon, die met behulp van pillen door de tijd kan reizen, aan Ramon dat hij vier dagen heeft om de wereld te redden.